# Dentiovula lorenzi
Dentiovula lorenzi is een slakkensoort uit de familie van de Ovulidae. De wetenschappelijke naam van de soort is voor het eerst geldig gepubliceerd in 2011 door Fehse.